# 沃尔特·夏普
沃尔特·李·夏普三世（英語：Walter Lee Sharpe III，1986年7月18日—）為美國男子籃球運動員，場上位置為大前锋，現效力於超級籃球聯賽裕隆集團。

## 生平
夏普患有嗜睡症。
2018年1月，夏普加入墨西卡利太陽。2018年2月，夏普離開墨西卡利太陽，由查恩·贝哈南頂替。2018年3月，夏普始效力台灣啤酒。第15季SBL共出賽8場，場均22.8分、12籃板、3.6助攻和2.3阻攻。2018年11月轉戰金門酒廠參與第16季SBL。夏普總計為金門酒廠出賽31場，繳出場均19分、13.4籃板、2.7助攻、1.5抄截、1.9阻攻，2019年3月中旬金門酒廠以傷病為由釋出夏普，裕隆納智捷之後以李恩條款網羅夏普頂替桑尼·薩卡基尼。夏普最終抱走第16季抄截王殊榮。
2022年3月，夏普回鍋裕隆納智捷。第20季SBL夏普繼續效力裕隆納智捷。2023年5月，夏普在總冠軍賽第二戰遭遇阿基里斯腱撕裂傷，裕隆納智捷使用李恩條款網羅約翰·菲爾茲頂替夏普。2024年1月，夏普在比賽中右腳受傷，導致阿基里斯腱斷裂，由喬丹·托爾伯特頂替。

## 外部連結
- 沃尔特·夏普在fiba.basketball（英语）
- 沃尔特·夏普在NBA官網（英语）
- 沃尔特·夏普在NBA G聯盟官網（英语）
- 沃尔特·夏普在超級籃球聯賽官網
- 沃尔特·夏普在Basketball-Reference.com（NBA）（英语）
- 沃尔特·夏普在Basketball-Reference.com（NBA G聯盟）（英语）
- 沃尔特·夏普在Sports-Reference.com（NCAA）（英语）
- 沃尔特·夏普在ESPN（NBA）（英语）
- 沃尔特·夏普在Eurobasket.com（球員）（英语）
- 沃尔特·夏普在Proballers（英语）
- 沃尔特·夏普在RealGM（球員）（英语）
- 沃尔特·夏普在Flashscore（英语）